# Список переможців 2015 року у чарті M Countdown
M Countdown – це музичне шоу, яке дає змогу південнокорейським виконавцям просувати свої альбоми та сингли на телебаченні. Дана телепрограма має власний чарт і кожного тижня, у фіналі шоу, опираючись на власну систему оцінювання, визначається переможець.
У 2015 році 30 композицій зайняли перше місце у чарті та 25 виконавців отримали переможні трофеї. Чотири композиції отримали потрійну корону, кожна з цих композицій три тижні займала перше місце: «Sniper» чоловічого гурту Shinhwa, «Call Me Baby» бой-бенду Exo, «Lion Heart» жіночого гурту Girls' Generation та «I» виконавиці Тхейон.  Найбільшу кількість балів за весь рік отримали Girls' Generation 3 вересня з композицією «Lion Heart».

## Список переможців чарту
|   | Потрійна корона     |
|   | Найвищий бал за рік |
| — | Шоу не проводилося  |

| Епізод | Дата         | Артист                                              | Композиція                                          | Бали                                                | Примітки |
| ------ | ------------ | --------------------------------------------------- | --------------------------------------------------- | --------------------------------------------------- | -------- |
| —      | 1 січня      | Спеціальний епізод                                  | Спеціальний епізод                                  | Спеціальний епізод                                  | [ 1 ]    |
| 407    | 8 січня      | EXID                                                | «Up & Down»                                         | N/A                                                 | [ 2 ]    |
| 408    | 15 січня     | EXID                                                | «Up & Down»                                         | N/A                                                 | [ 3 ]    |
| 409    | 22 січня     | Джонхьон                                            | «Déjà-Boo»                                          | 6,995                                               | [ 4 ]    |
| 410    | 29 січня     | Mad Clown                                           | «Fire»                                              | 7,409                                               | [ 5 ]    |
| 411    | 5 лютого     | Davichi                                             | «Cry Again»                                         | 7,238                                               | [ 6 ]    |
| 412    | 12 лютого    | Infinite H                                          | «Pretty»                                            | 7,209                                               | [ 7 ]    |
| —      | 19 лютого    | 4Minute                                             | «Crazy»                                             | N/A                                                 | [ 8 ]    |
| 413    | 26 лютого    | 4Minute                                             | «Crazy»                                             | 8,636                                               | [ 9 ]    |
| 414    | 5 березня    | VIXX                                                | «Love Equation»                                     | 8,403                                               | [ 10 ]   |
| 415    | 12 березня   | Shinhwa                                             | «Sniper»                                            | N/A                                                 | [ 11 ]   |
| 416    | 19 березня   | Shinhwa                                             | «Sniper»                                            | 7,965                                               | [ 12 ]   |
| 417    | 26 березня   | Shinhwa                                             | «Sniper»                                            | 8,554                                               | [ 13 ]   |
| 418    | 2 квітня     | Red Velvet                                          | «Ice Cream Cake»                                    | 8,069                                               | [ 14 ]   |
| 419    | 9 квітня     | Exo                                                 | «Call Me Baby»                                      | 7,745                                               | [ 15 ]   |
| 420    | 17 квітня    | Exo                                                 | «Call Me Baby»                                      | 7,756                                               | [ 16 ]   |
| 421    | 23 квітня    | KCON Japan Special Episode, переможців не оголосили | KCON Japan Special Episode, переможців не оголосили | KCON Japan Special Episode, переможців не оголосили | [ 17 ]   |
| 422    | 30 квітня    | Exo                                                 | «Call Me Baby»                                      | 7,652                                               | [ 18 ]   |
| 423    | 7 травня     | BTS                                                 | «I Need U»                                          | 6,876                                               | [ 19 ]   |
| 424    | 14 травня    | Big Bang                                            | «Loser»                                             | 9,669                                               | [ 20 ]   |
| 425    | 21 травня    | Big Bang                                            | «Loser»                                             | 8,188                                               | [ 21 ]   |
| 426    | 28 травня    | SHINee                                              | «View»                                              | 9,037                                               | [ 22 ]   |
| 427    | 4 червня     | SHINee                                              | «View»                                              | 9,762                                               | [ 23 ]   |
| 428    | 11 червня    | Big Bang                                            | «Bang Bang Bang»                                    | 9,669                                               | [ 24 ]   |
| 429    | 18 червня    | Exo                                                 | «Love Me Right»                                     | 9,238                                               | [ 25 ]   |
| 430    | 25 червня    | Big Bang                                            | «Bang Bang Bang»                                    | 9,124                                               | [ 26 ]   |
| 431    | 2 липня      | Sistar                                              | «Shake It»                                          | N/A                                                 | [ 27 ]   |
| 432    | 9 липня      | Big Bang                                            | «Sober»                                             | 8,487                                               | [ 28 ]   |
| 433    | 16 липня     | Girls' Generation                                   | «Party»                                             | 10,654                                              | [ 29 ]   |
| 434    | 23 липня     | Infinite                                            | «Bad»                                               | 8,851                                               | [ 30 ]   |
| 435    | 30 липня     | Apink                                               | «Remember»                                          | 9,244                                               | [ 31 ]   |
| 436    | 6 серпня     | Beast                                               | «YeY»                                               | N/A                                                 | [ 32 ]   |
| 437    | 13 серпня    | KCON LA Special Episode, переможців не оголосили    | KCON LA Special Episode, переможців не оголосили    | KCON LA Special Episode, переможців не оголосили    | [ 33 ]   |
| 438    | 15 серпня    | KCON NY Special Episode, переможців не оголосили    | KCON NY Special Episode, переможців не оголосили    | KCON NY Special Episode, переможців не оголосили    | [ 33 ]   |
| 439    | 20 серпня    | GD & TOP                                            | «Zutter»                                            | 10,741                                              | [ 34 ]   |
| 440    | 27 серпня    | Girls' Generation                                   | «Lion Heart»                                        | 9,868                                               | [ 35 ]   |
| 441    | 3 вересня    | Girls' Generation                                   | «Lion Heart»                                        | 10,988                                              | [ 36 ]   |
| 442    | 10 вересня   | Girls' Generation                                   | «Lion Heart»                                        | 10,961                                              | [ 37 ]   |
| 443    | 17 вересня   | Red Velvet                                          | «Dumb Dumb»                                         | 10,085                                              | [ 38 ]   |
| 444    | 24 вересня   | Red Velvet                                          | «Dumb Dumb»                                         | N/A                                                 | [ 39 ]   |
| 445    | 1 жовтня     | Сою & Квон Чон Йоль                                 | «Lean On Me»                                        | 7,137                                               | [ 40 ]   |
| 446    | 8 жовтня     | iKon                                                | «Rhythm Ta»                                         | 7,068                                               | [ 41 ]   |
| 447    | 15 жовтня    | Тхейон                                              | «I»                                                 | 10,929                                              | [ 42 ]   |
| 448    | 22 жовтня    | Тхейон                                              | «I»                                                 | 9,541                                               | [ 43 ]   |
| 449    | 29 жовтня    | Тхейон                                              | «I»                                                 | 10,093                                              | [ 44 ]   |
| 450    | 5 листопада  | f(x)                                                | «4 Walls»                                           | 10,688                                              | [ 45 ]   |
| —      | 12 листопада | Переможців не було                                  | Переможців не було                                  | Переможців не було                                  | [ 46 ]   |
| 451    | 19 листопада | f(x)                                                | «4 Walls»                                           | N/A                                                 | [ 47 ]   |
| 452    | 26 листопада | Dynamic Duo                                         | «Jam»                                               | N/A                                                 | [ 48 ]   |
| —      | 3 грудня     | Переможців не було                                  | Переможців не було                                  | Переможців не було                                  | [ 49 ]   |
| —      | 10 грудня    | Переможців не було                                  | Переможців не було                                  | Переможців не було                                  | [ 50 ]   |
| 453    | 17 грудня    | Psy                                                 | «Daddy»                                             | N/A                                                 | [ 51 ]   |
| 454    | 24 грудня    | Psy                                                 | «Daddy»                                             | N/A                                                 | [ 52 ]   |
| —      | 31 грудня    | Переможців не було                                  | Переможців не було                                  | Переможців не було                                  |          |